# Gulbene (distrito)
Gulbene (letão: Gulbenes rajons) é um distrito da Letônia localizado na região de Vidzeme. Sua capital é a cidade de Gulbene.